# Stanisław Witkiewicz

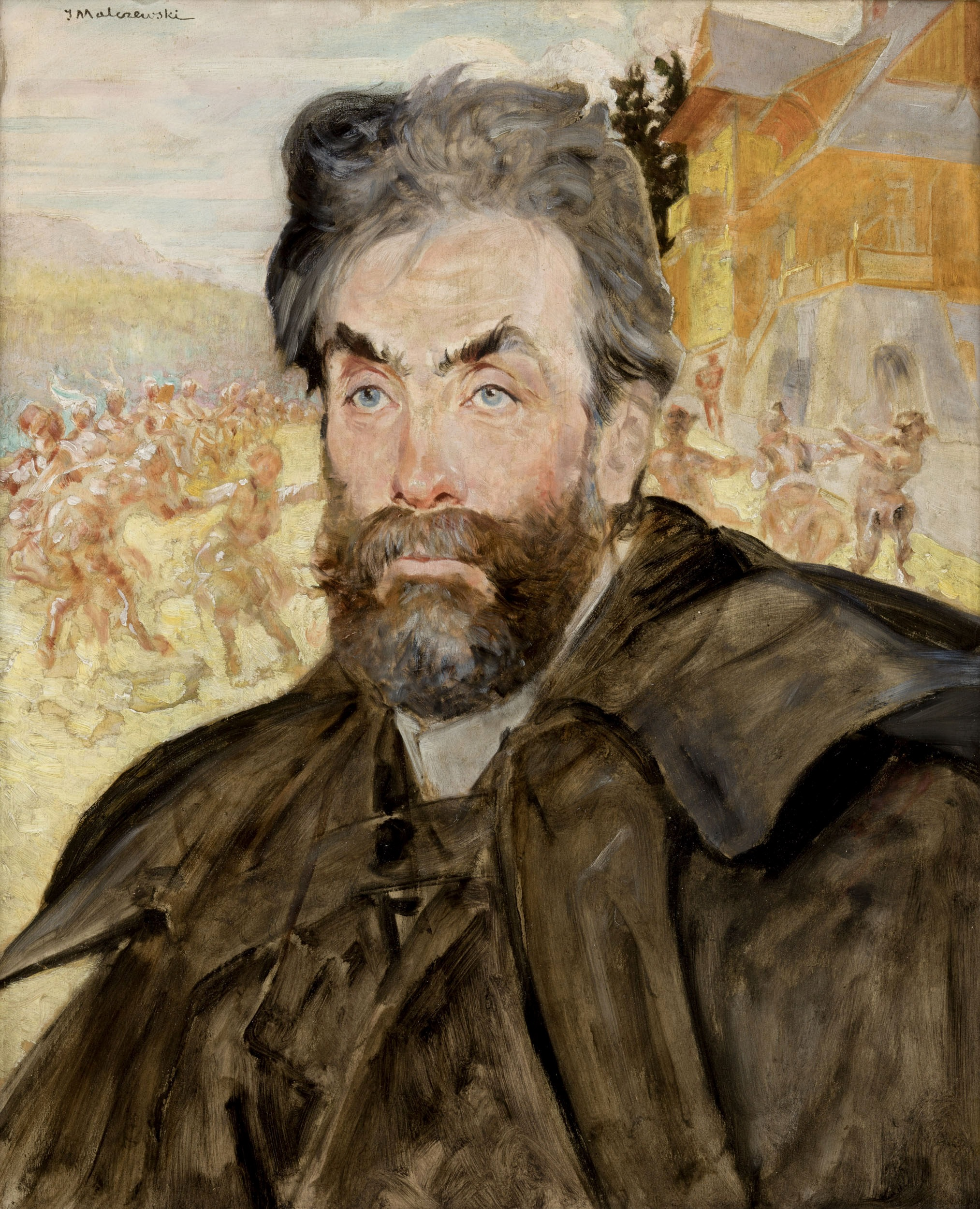
Stanisław Witkiewicz, Werk Jacek Malczewskis, 1897

Stanisław Witkiewicz (* 8. Mai 1851 in Poszawsze, Niederlitauen; † 5. September 1915 in Lovran, Kroatien) war ein polnischer Maler, Architekt, Schriftsteller und Kunsttheoretiker. Er war der Vater von Stanisław Ignacy Witkiewicz (Witkacy).

## Leben
Stanisław Witkiewicz war der Sohn von Ignacy Witkiewicz und dessen Frau Elwira geb. Szemioth. Er studierte von 1869 bis 1871 in Petersburg und anschließend von 1872 bis 1875 in München. Nach dem Studium kehrte er nach Polen zurück und arbeitete für die Zeitschrift Wędrowiec als Kunstkritiker. 1890 zog er nach Zakopane, und inspiriert von der Kunst der „Góralen“ entwarf und baute er zahlreiche großzügige Villen und gestaltete deren Innenräume im Zakopane-Stil. Der Autor des Buches Na przełęczy (Am Gebirgspass, 1891), bekannt als „Tatra-Evangelium“, gibt darin Erzählproben eines alten Erzählers aus der Zakopane-Region. Für seine Verdienste für die Stadt Zakopane wurde ihm die Ehrenbürgerschaft verliehen. Als Maler schuf er vor allem Landschaften der Hohen Tatra und Szenen des Januaraufstands 1863.

## Weblinks

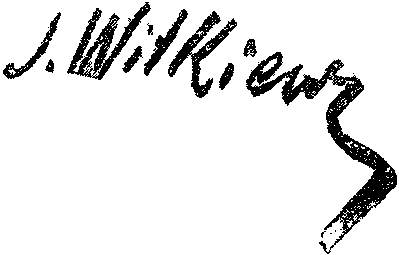
Stanisław Witkiewicz Autogramm